# Дилоренцо, Томас
Томас Джеймс Дилоренцо (англ. Thomas James DiLorenzo; род. 8 августа 1954) — американский экономист, сторонник австрийской школы экономики, критик антимонопольного регулирования.
Профессор в Лойола-колледже Университета Мэриленда, старший научный сотрудник Института Мизеса, защитил PhD в области экономики в Политехническом университете Виргинии. Дилоренцо выступает с лекциями и участвует в мероприятиях Института Людвига фон Мизеса.

## Взгляды
Дилоренцо является одним из последовательных критиков антимонопольного регулирования. В частности, он утверждает, что «на практике оно ограничивает выпуск и рост производительности, вносит вклад в ухудшение конкурентоспособности американской промышленности и регулярно используется для подрыва конкуренции».
Он подвергает сомнению взгляд, что именно Новый курс Рузвельта помог США преодолеть Великую депрессию.
Также выступает за предоставление штатам больше прав за счёт федерального правительства и представление штатам права на выход из США.
Наибольшую известность среди книг Дилоренцо имеет «Настоящий Линкольн», в которой автор критически рассматривает роль Авраама Линкольна в период Гражданской войны в США. Книга вызвала противоречивые отклики и дискуссии.

## Публикации
Дилоренцо является автором более десяти книг, в том числе:
- DiLorenzo T. J. The Real Lincoln: A New Look at Abraham Lincoln, His Agenda, and an Unnecessary War. — Random House, 2002. — 333 p. — ISBN 978-0761536413.
- DiLorenzo T. J. Hamilton’s Curse: How Jefferson’s Arch Enemy Betrayed the American Revolution — and What It Means for Americans Today. — Crown Forum, 2008. — 243 p. — ISBN 978-0-307-38285-6.
- DiLorenzo T. J. How Capitalism Saved America. — Three Rivers Press, 2005. — 304 p. — ISBN 1400083311.
- DiLorenzo T. J. Lincoln Unmasked: What You’re Not Supposed To Know about Dishonest Abe. — Crown Forum, 2006. — 223 p. — ISBN 978-0-307-33842-6.

В соавторстве с James T. Bennett
- CancerScam: Diversion of Federal Cancer Funds to Politics
- Official Lies: How Washington Misleads Us
- Underground Government: The Off-Budget Public Sector
- Destroying Democracy: How Government Funds Partisan Politics
- The Food and Drink Police: America’s Nannies, Busybodies, and Petty Tyrants

В соавторстве с Joseph A. Morris
- Abraham Lincoln: Friend or Foe of Freedom?

Наиболее известные статьи:
- Дилоренцо Т. Миф о естественной монополии (Thomas DiLorenzo. The Myth of Natural Monopoly. // The Review of Austrian Economics Vol. 9, No. 2 (1996): 43-58)
- Дилоренцо Т. Происхождение антимонопольного регулирования (Thomas DiLorenzo The Origins of Antitrust Rhetoric vs. Reality. // Regulation, Volume 13, Number 3, Fall 1990)